# Septicflesh
Septicflesh (tidligere kendt som Septic Flesh) er et græsk symfonisk dødsmetal band fra Athen, dannet i 1990.

## Historie
Septicflesh blev dannet i Athen i marts 1990 af Sotiris Vayenas (guitar), Spiros Antoniou (bas og vokal) og Christos Antoniou (guitar), og udgav hurtigt en debut EP, Temple of the Lost Race i december 1991.  Bandet inspillede deres første fulde album Mystic Places of Dawn i April 1994 ved Storm studio med co-produktion af Magus Wampyr Daoloth (der tidligere spillede keyboard for Rotting Christ).
Studievokalisten Natalie Rassoulis tilsluttede sig bandet ved indspilningen af The Ophidian Wheel (1997) samt for A Fallen Temple (1998).

### Splittelse
Bandet splittedes i oktober 2003, og efter bruddet bevægede medlemmerne sig over mod nye eller eksisterende projekter: Chris Antoniou fortsatte med Chaostar, som han dannede i 1998, mens Katsionis spillede guitar for Nightfall og keyboard for Firewind.
TheDevilWorx blev dannet et år efter splittelsen af Septic Flesh, og bestod af nogle medlemmer fra Septic Fleshs oprindelige besætning. I marts 2007 afslørede guitarist Sotiris Vayenas sine planer for et nyt soloprojekt: Aenaos.

### Genforening
Den 19. februar 2007 annoncerede Septic Flesh sin genforening i forbindelse med Grækenlands  Metal Healing Festival, med navne som Orphaned Land, Rage og Aborted. Arrangementet skulle løbe af stabelen 20-22 juli samme år.  Den 3. april 2007 rapporterede Blabbermouth.net at bandet blev genforenet for et syvende album, for det franske pladeselskab Season of Mist. Ifølge guitarist og komponist Christos Antoniou ville udgivelsen  indeholde et fuldt orkester og kor, bestående af 80 musikere og 32 sangere. Septic Flesh færdiggjorde det nye album, Communion, i Studio Fredman i Sverige. Albummet blev udgivet i april 2008. På dette tidspunkt havde bandet ændret navn fra Septic Flesh til Septicflesh. Ifølge guitarist Christos ser det bedre ud, og er for bandet starten på en ny fase.
Den 10. september 2009 annoncerede bandet at de var påbegyndt arbejdet på et nyt studiealbum, planlagt til udgivelse i begyndelsen af 2011. 
Den 17. december 2010 udgav bandet den første single fra deres nye materiale med titlen "The Vampire From Nazareth" og annoncerede at det nye album ville blive sendt ud den 28. april i Storbritannien og den 29. april i USA.

Den 12. februar 2014 offentliggjorde bandet detaljer om deres nye album Titan. Albummet blev udgivet på verdensplan i juni 2014.
Den 15. december 2014 annoncerede bandet, at Kerim "Krimh" Lechner havde sluttet sig til Septicflesh som den nye trommeslager, efter deres hidtidige trommeslager Fotis Benardo (a.k.a. Fotis Gianakopoulos) forlod bandet. 

## Medlemmer
Nuværende medlemmer
- Sotiris Vayenas – guitar, rene vokaler, keyboards (1990–2003, 2007–present)
- Spiros "Seth Siro Anton" Antoniou – growl, bas (1990–2003, 2007–present)
- Christos Antoniou – guitar, arrangement, samples (1990–2003, 2007–present)
- Kerim "Krimh" Lechner – trommer (2014–present)

Tidligere medlemmer
- Akis "Lethe" Kapranos – trommer (1999–2003)
- George "Magus Wampyr Daoloth" Zaharopoulos – keyboards (2001–2003)
- Fotis Gianakopoulos – trommer (2003, 2007–2014)
- Bob Katsionis – keyboards (2003)

Studiemusikere
- Kostas Savvidis – trommer (1997–1998)
- Alexander Haritakis – guitar (2003)

## Diskografi

### Albummer
- Mystic Places of Dawn (1994)
- Esoptron (1995)
- The Ophidian Wheel (1997)
- A Fallen Temple (1998)
- Revolution DNA (1999)
- Sumerian Daemons (2003)
- Communion (2008)
- The Great Mass (2011)
- Titan (2014)
- Codex Omega (2017)
- Modern Primitive (2022)

### EP'er
- Temple of the Lost Race (EP, 1991)
- The Eldest Cosmonaut (EP, 1998)